# Centuria (Wisconsin)
Pour les articles homonymes, voir Centuria (homonymie).
Centuria est un village du comté de Polk, dans l'État du Wisconsin, aux États-Unis. En 2020, il comptait une population de 891 habitants.